# Александар Дреновак
Александар Дреновак (30. децембар 1983) је српски репрезентативац у боксу, члан боксерског клуба Гоч из Врњачке Бање. Боксом се бави од 1998. године. Тренер му ја отац Живота, који је такође био боксер.

## Успеси
Александар је освојио 3 пута титулу јуниорског првака Југославије. Такође је 3 пута био сениорски првак Србије. На Светском универзитетском првенству 2006. у казакхстанском Алматију окитио се бронзаном медаљом. На Сениорском првенству света 2011. године одржаном у Азербејџану, Александар је освојио 5. место и тиме се пласирао на Олимпијске игре 2012. године.